# Ухуд
Ухуд (Оход) — памятная гора, расположенная на севере города Медина (Саудовская Аравия). Высота высочайшего пика — 1126 м.
На сегодняшний день гора входит в черту города, однако в древности Ухуд располагался за пределами Медины.
Гора знаменита тем, что возле неё 23 марта 625 состоялась битва между мединскими мусульманами во главе с Мухаммедом и язычниками-курайшитами во главе с Абу Суфьяном. В этой битве мусульмане потерпели поражение, около 70 сподвижников  Мухаммеда были убиты, в том числе и дядя пророка Хамза ибн Абд аль-Мутталиб. Мухаммед ежегодно приходил к Ухуду с целью посетить могилы своих друзей. По некоторым сведениям, после битвы Мухаммед совершил молитву зухр в мечети Фасх неподалёку.
Согласно некоторым мусульманским преданиям, горы Ухуд и Айр, расположенные в разных концах Медины, стоят на вершинах ворот Рая и Ада соответственно. Согласно Мухаммаду Аль-Мунаджжиду, хадисы о том, что они имеют отношение к воротам Рая и Ада, являются недостоверными.